# Jenny Dentiverdi
Jenny Dentiverdi o Verdidenti (in inglese Jenny Greenteeth, o anche Ginny o Jinny) è un tipico spauracchio del folclore inglese, presente in Lancashire, Yorkshire, Cheshire e Shropshire, soprattutto nella zona di Liverpool.

## Descrizione

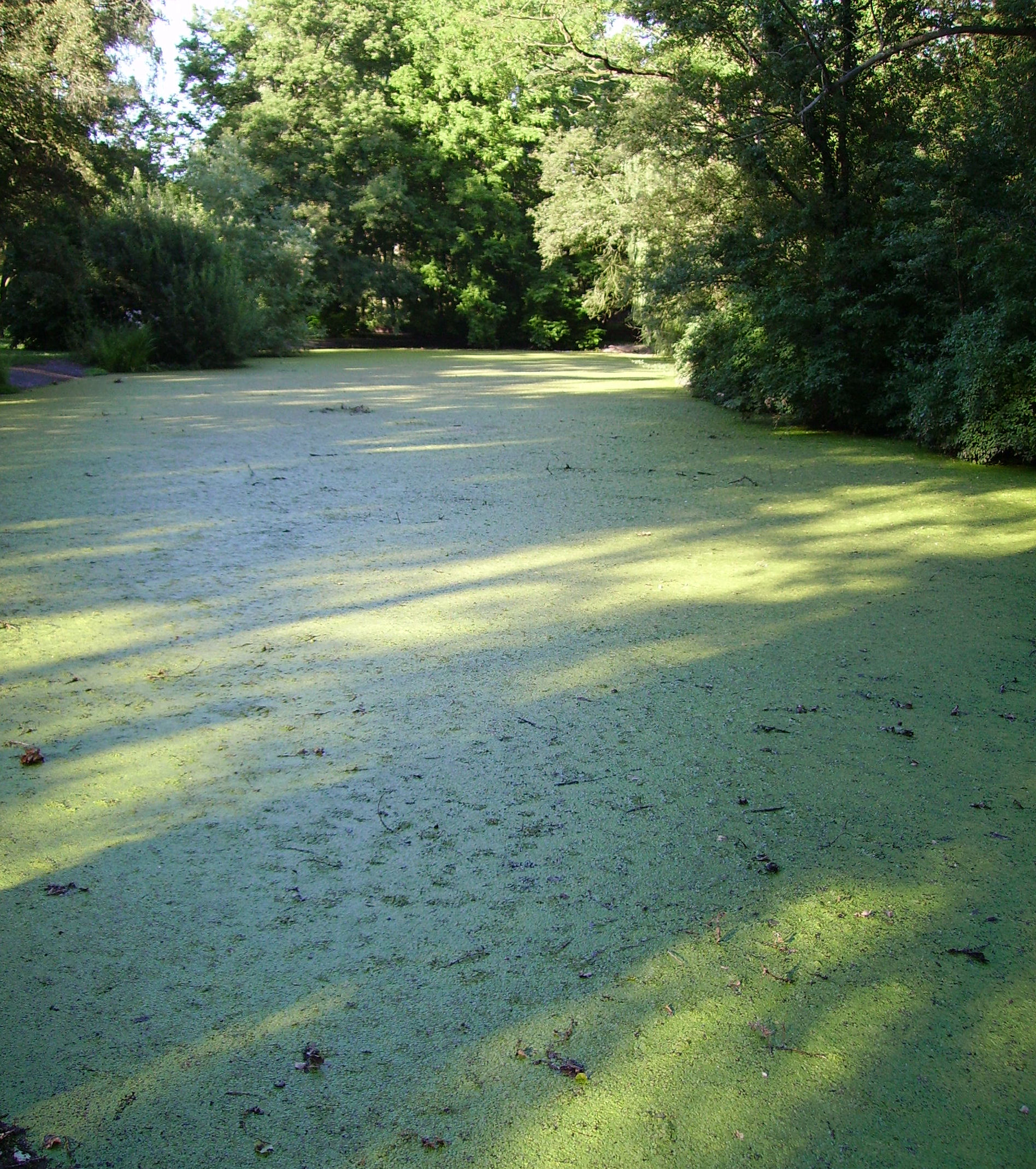
La superficie di un lago ricoperta di foglie di Lemnaceae, piante tipicamente associate a Jenny Dentiverdi

Secondo la leggenda, Jenny Dentiverdi è una specie di fata d'acqua, di ninfa o di bogey che vive generalmente in laghi, pozze, fiumi e altri specchi d'acqua, con l'abitudine di catturare i bambini che si avvicinano troppo alla riva e di trascinarli sott'acqua, affogandoli. Secondo altre versioni starebbe appostata anche sulle cime degli alberi, da dove si potrebbe udire il suo gemito.
Le viene generalmente attribuito l'aspetto di un'orrida megera con pelle verde pallido, capelli verdi e denti e unghie affilati, sebbene altre versioni della storia affermino che il suo aspetto non è noto, dato che sta sempre nascosta sott'acqua. 
A questo personaggio vengono associate le piante acquatiche note in Inghilterra come duckweed (in genere la Lemna minor, appartenente alla famiglia delle Lemnaceae), poiché, coprendo completamente la superficie dell'acqua, possono trarre in inganno i bambini che, camminandoci sopra, sprofondano per poi essere ricoperti alla vista dalle foglie. In alcune zone, "Jenny Greenteeth" non è il nome di una creatura, ma della pianta stessa; di fatto, secondo alcuni studiosi di folclore, il personaggio non sarebbe altro che una "personificazione" di queste piante.

## Figure analoghe
Nel folclore inglese si contano numerose creature simili, come Peg Powler o, al maschile, Grindylow, Bloody-Bones e Tommy Rawhead. Personaggi affini si trovano anche nel folclore di altri paesi, come i giapponesi Kappa, gli australiani Bunyip e la padana Borda.